# Knut Jacobson
Knut Edvard Jacobson, född 9 december 1881 i Ramsele socken, död 20 juni 1945 i Östersund, var en svensk företagare.
Knut Jacobsson var son till målarmästaren Anders Edvard Jacobson och bror till Uddo Jacobson. Efter genomgången folkskola arbetade han i en broders handelsbod i Junsele, innan han 1902 startade en egen rörelse i Ramsele, som han drev till 1912, då han inträdde i härnösandsfirman Carl Isaksons AB. Han för först chef i firmans kontor i Strömsund och ingick därefter sedan detta kontor 1918 ombildats till ett självständigt aktiebolag under namnet AB Isakson & co som bolagets delägare och VD. 1921 flyttade företaget till Östersund. Jacobson var en driftig affärsman och under hans ledning utvecklades företaget snabbt till ett av de största inom sitt område i norra Sverige med avdelningskontor på ett flertal platser. 1945 uppgick årsomsättningen till omkring 8 miljoner kronor. 1944 återknöts det ursprungliga moderbolaget i Härnösand till firman, nu som dotterbolag i stället. Ett annat betydande dotterbolag blev Umeå import AB, där Jacobson var VD från 1930. Jacobson var även styrelseledamot och verksam kraft i AB Svenska kolonialgrossister (ASK-koncernen), i Mellersta och norra Sveriges sockerengrossistförening samt i Engrossistföreningen i Östersund. Under en följd av år var han styrelseordförande i Föreningen Norrlands mjölengrossister och tillhörde styrelsen för Riksbankens östersundskontor 1926–1945 varav 1942–1945 som ordförande. 